# Asymmetricospora
Asymmetricospora — рід грибів родини Melanommataceae. Назва вперше опублікована 1998 року.

## Класифікація
До роду Asymmetricospora відносять 1 вид:
- Asymmetricospora calamicola